# 狮子桥 (圣奥古斯丁)
狮子桥（Bridge of Lions）是美国佛罗里达州圣奥古斯丁的一座上开桥，横跨近岸内水道（Intracoastal Waterway）。它是佛罗里达州A1A公路的一部分，连接圣奥古斯丁市中心和阿纳斯塔西亚岛，穿过马坦萨斯湾（Matanzas Bay）。一对美第奇狮子的大理石复制品守卫着这座桥。1925年开始，1927年完工。它们于2005年2月被撤走，2011年3月返回。
《道路与桥梁》杂志将狮子桥评为2010年全国十大桥梁中的第四座。根据规模、社区影响和解决的挑战对项目进行了评估。
1999年美国运输部宣布该桥“结构缺陷，功能过时”，引发了关于如何处理该桥的激烈辩论。修复计划获得批准，但反对者继续表示反对。附近杰克逊维尔的雷诺兹、史密斯和希尔斯公司（Reynolds, Smith & Hills）获得了工程和设计合同，估计价值7700万美元，预计需要五年才能完成。

## 第一座桥
在1925年建造狮子桥之前，有一座木桥，简称“通往阿纳斯塔西亚岛的桥”（The Bridge to Anastasia Island）或“南海滩铁路桥”（South Beach railroad bridge）。该桥建于1895年，经过1904年的重大翻修，可容纳一辆手推车。跨度没有上升，有一个可移动的开口供船舶通行，并收取过境费。。

## 原始狮子桥
这座旧桥经常发生故障，多年来人们呼吁更换。被认为是“狮子桥之父”的人是亨利•罗登堡（Henry Rodenbaugh），他是亨利·弗拉格勒的佛罗里达东海岸铁路的副总裁兼桥梁专家。1920年代初，他组织发行债券，为这座新桥提供资金，挑选工程师J.E.Greiner公司进行设计，在1925年开工时，让年幼的女儿Jean浇注了第一桶混凝土。这座桥的建造，正值20世纪20年代佛罗里达州土地繁荣的顶峰，这座桥是最伟大的地标之一。它不仅是为了运载汽车，而且是一件艺术品，它的造价是同时在附近建造的普通桥梁的十倍。它是在土地繁荣破灭后才完成，圣奥古斯丁资金匮乏，1927年的落成典礼，不得不与一年一度的庞塞德莱昂庆典同时举行。
狮子桥被列入国家史迹名录，并被国家历史保护信托基金会（NTHP）列入1997年全国“11个最濒危历史遗迹”名单。狮子桥后来登上了信托基金1999年订婚日历的封面。
从最早的时候起，它就被誉为“迪克西最美丽的桥梁”长期以来，它一直是这座美国最古老城市的象征。
它的名字来源于两座卡拉拉大理石的美第奇狮子雕塑，是意大利佛罗伦萨 佣兵凉廊雕像的复制品。这些雕像是安德鲁•安德森（Andrew Anderson ，1839-1924）博士的礼物，他是马克兰宫（Markland）的建造者，在他生命的最后十年里，他将艺术品放置在古城的公共场所。这些雕像是他最后的礼物，他没有活到看到它们的安装。他让意大利佛罗伦萨的罗曼内利工作室（Romanelli Studios）制作，十年前，该工作室为他提供了较小的版本，他将其展示在马克兰的前台阶上。美第奇狮子还有一件复制品放置在马德里王宫的王座室。

## 临时桥梁
在原有桥梁附近修建了一座临时桥梁，将交通转移，同时重建原有桥梁。  经过近80年的服务，2006年5月26日，原狮子桥正式举行了关闭仪式，使用了79年。
原有桥梁修复完成后，项目总成本为8000万美元，超出预算4%， 临时桥被拆除，并用作近海人工礁的一部分。在施工期间，两只狮子存放在安全地点。

## 新狮子桥
翻修工程于2010年3月17日完工，重新开放使用。 在拆除了临时桥梁（通往近海礁石）并进行了景观美化之后，2011年3月15日凌晨，修复的狮子雕像在消失6年后回归，桥梁翻新项目完成。
目前桥梁的西入口拥有修剪整齐的凉亭、景观棕榈树和部分延伸至海湾的新公共码头。目前，根据联邦法规，该桥在船舶需要时开放，但仅在上午7:00至下午6:00之间开放一个半小时，周一至周五上午8:00、下午12:00和下午5:00 ，美国联邦节假日除外。

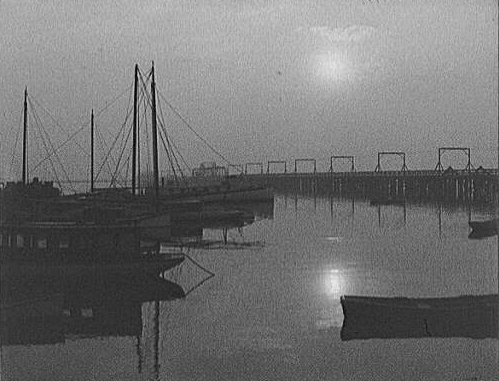
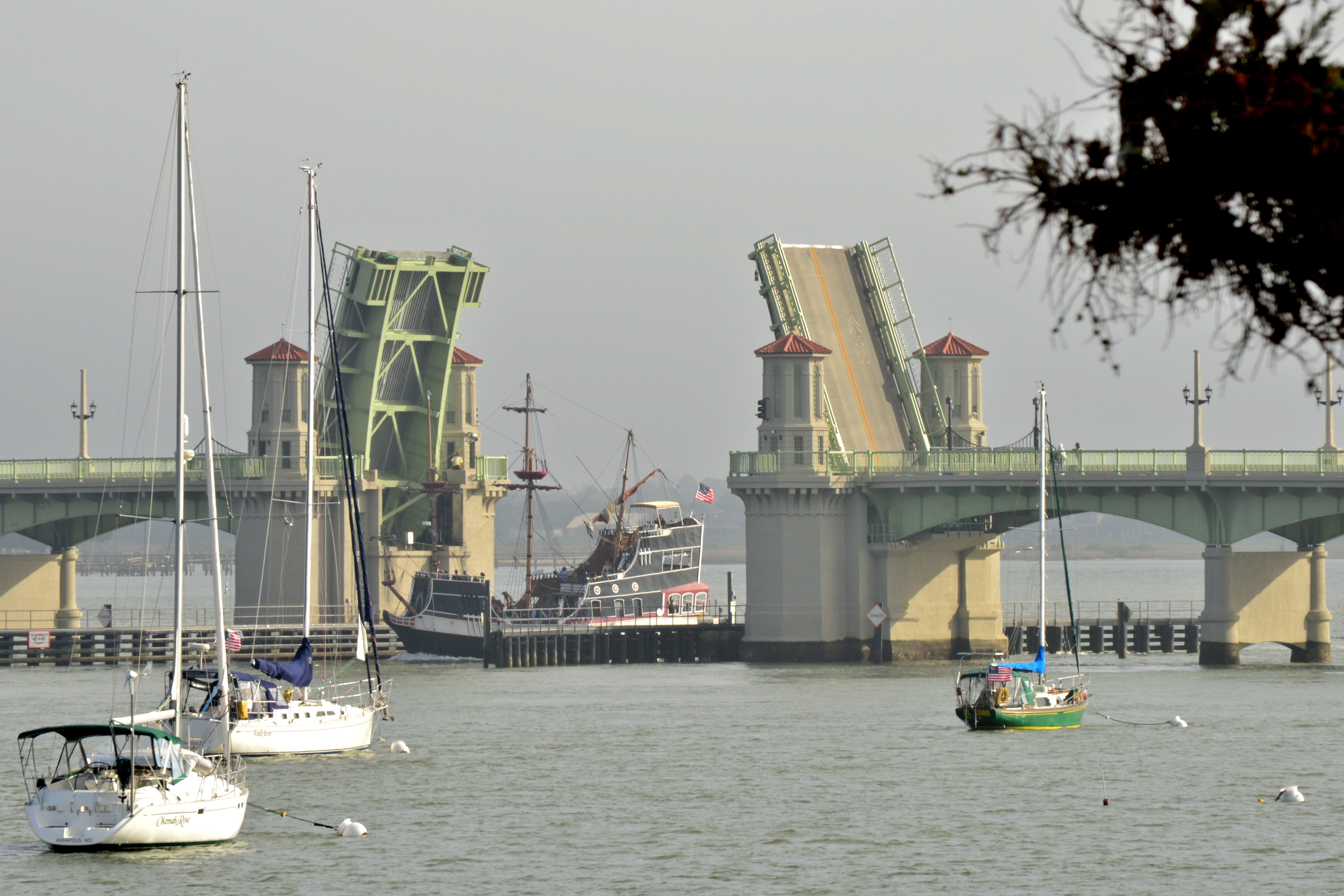
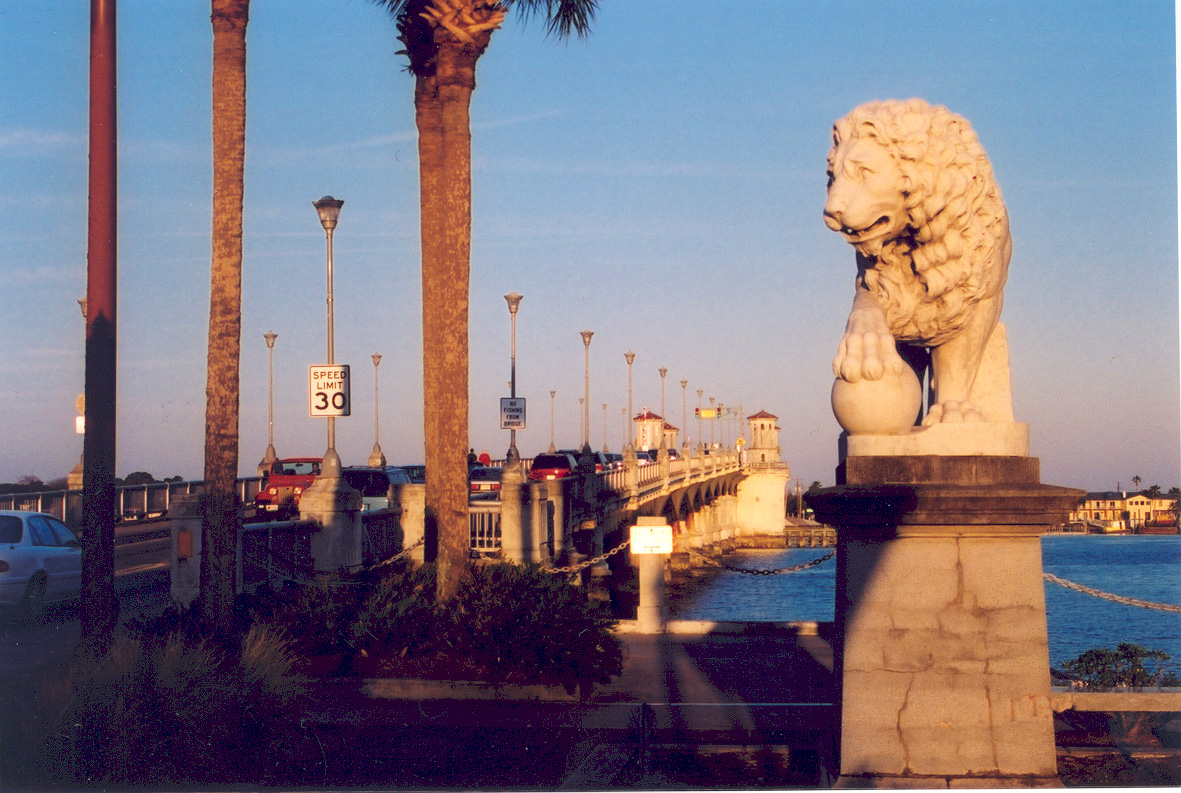
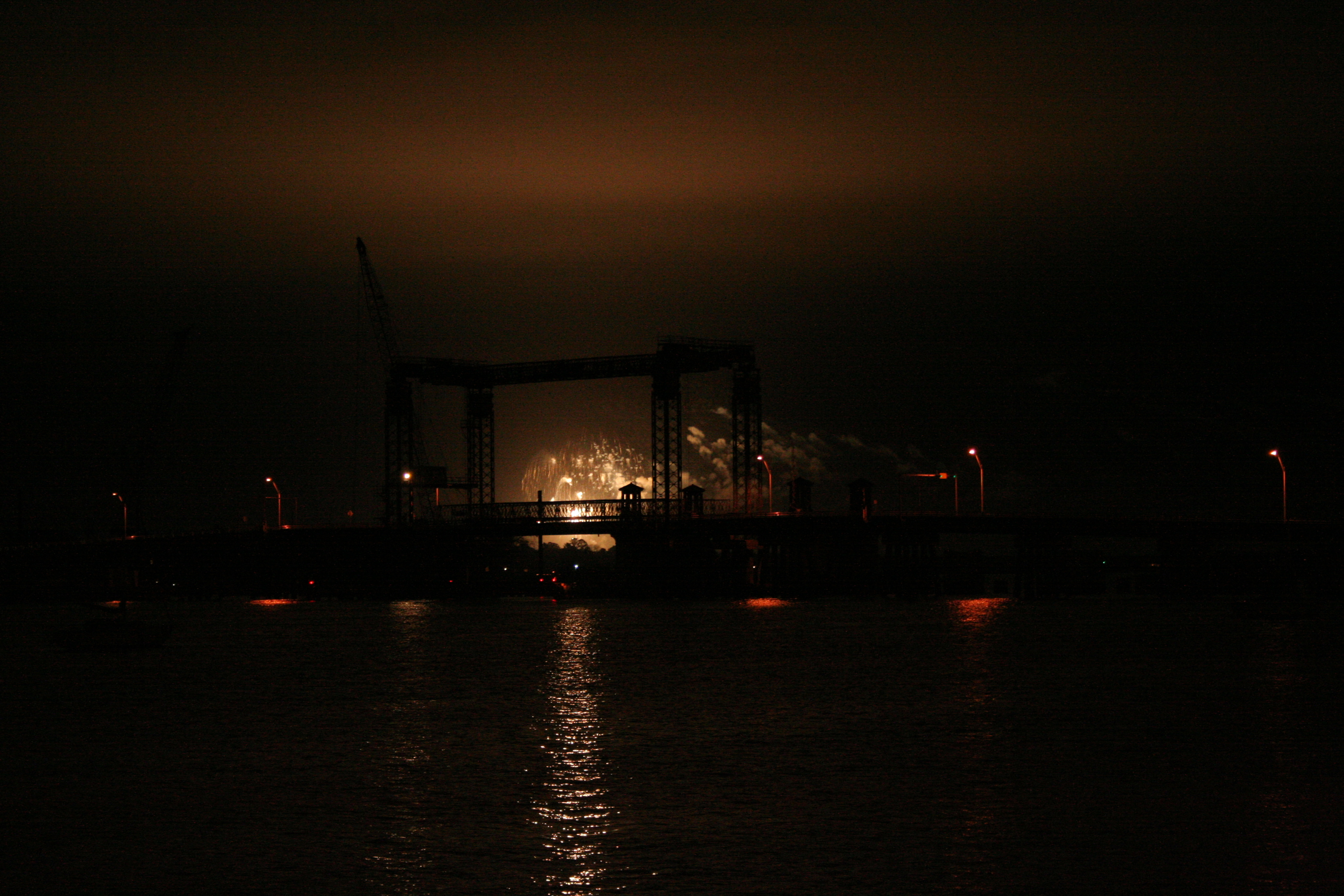
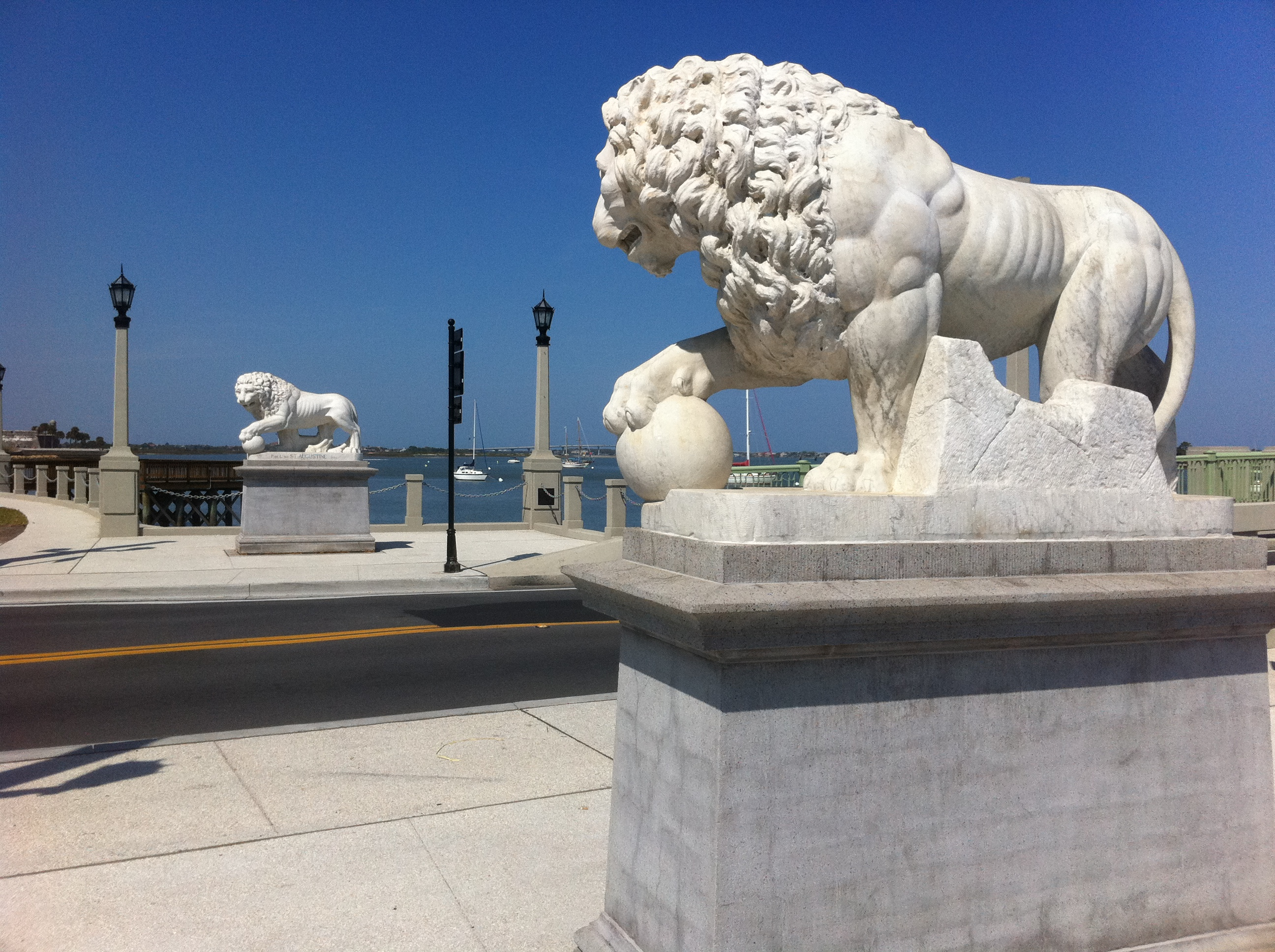
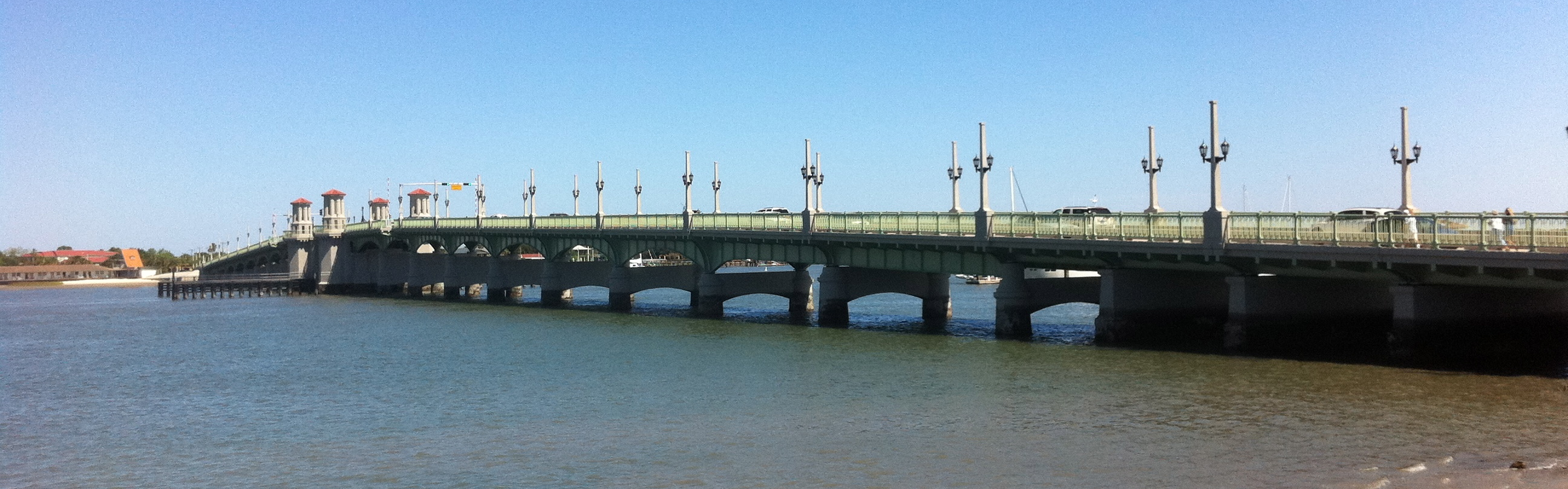
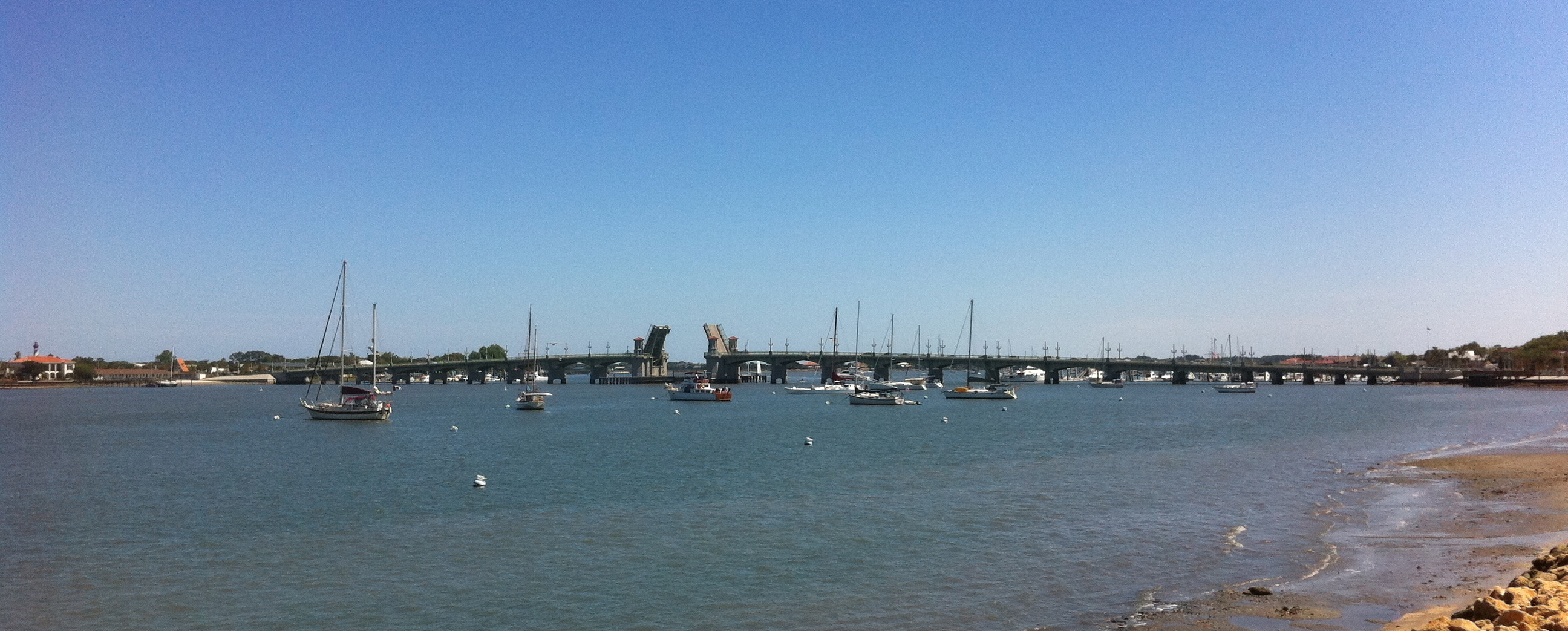